# 1re brigade, 7e division d'infanterie (États-Unis)
Pour les articles homonymes, voir 1re brigade.
La 1re brigade, 10e division d'infanterie des États-Unis est une brigade de l'armée américaine créé en 1917.